# Phil Keoghan
Philip John "Phil" Keoghan  MNZM (Lincoln, 31 de maio de 1967) é um apresentador neozelandês da televisão norte-americana, notável por apresentar  o reality show The Amazing Race na CBS desde o seu início em 2001. Por sua atuação no programa, ele foi indicado ao prêmio Emmy de melhor apresentador – que o reality ganhou por sete anos seguidos na categoria Outstanding Reality-Competition Program – e recebeu a Ordem do Mérito da Nova Zelândia do governo de seu país.
Depois de completar um curso de cinegrafista, aos 19 anos foi convidado para apresentar um programa infantil, Spot On, na tv neozelandesa. Após uma série de trabalhos nesta função em outros programas da televisão local, ele deixou o país com a esposa aos 23 anos para trabalhar nos Estados Unidos, depois que um de seus programas, Keoghan's Heroes, foi escolhido para exibição numa rede americana. Keoghan fez testes para apresentar o reality Survivor quando de seu lançamento no ano 2000 e apesar de constar na lista final de selecionados perdeu o lugar para Jeff Probst, que o conduz até hoje, recebendo então a oferta de apresentar o novo reality que estava sendo preparado pela emissora para o ano seguinte, The Amazing Race, do qual hoje também serve como produtor.
Seu contrato atual com a CBS lhe permite criar e desenvolver novos programas para a emissora. Numa entrevista em 2002, ele admitiu que recebe mais para apresentar um simples episódio de TAR do que recebia durante um ano inteiro como apresentador de Spot On em seu país natal.